# Coppa Master di Coppa CONMEBOL
La Coppa Master di Coppa CONMEBOL fu un torneo disputato tra i vincitori della Coppa CONMEBOL fino al 1995. I partecipanti furono: Atlético Mineiro, Botafogo, San Paolo (tutti del Brasile) e Rosario Central (Argentina).
Si giocò solo nel 1996 per qualificare la quarta partecipante all'ultima edizione della Copa de Oro Nicolás Leoz, giocata nello stesso anno. Questo torneo è considerato ufficiale dalla CONMEBOL.

## Formula
Le 4 squadre si affrontarono in un torneo a eliminazione diretta, con semifinali e finale in gara unica. Tutti gli incontri si svolsero a Cuiabá.

## Partecipanti
| Squadra          | Torneo vinto        |
| ---------------- | ------------------- |
| Atlético Mineiro | Coppa CONMEBOL 1992 |
| Botafogo         | Coppa CONMEBOL 1993 |
| Rosario Central  | Coppa CONMEBOL 1995 |
| San Paolo        | Coppa CONMEBOL 1994 |

## Tabellone
|  | Semifinali             | Semifinali             | Semifinali       |                  |           | Finale    | Finale | Finale |  |
|  |                        |                        |                  |                  |           |           |        |        |  |
|  | San Paolo              | San Paolo              | 7                |                  |           |           |        |        |  |
|  | San Paolo              | San Paolo              | 7                |                  |           |           |        |        |  |
|  | Botafogo               | Botafogo               | 3                |                  |           |           |        |        |  |
|  | Botafogo               | Botafogo               | 3                |                  | San Paolo | San Paolo | 3      |        |  |
|  |                        |                        |                  |                  | San Paolo | San Paolo | 3      |        |  |
|  |                        |                        | Atlético Mineiro | Atlético Mineiro | 0         |           |        |        |  |
|  | Atlético Mineiro (dcr) | Atlético Mineiro (dcr) | Atlético Mineiro | Atlético Mineiro | 0         | 0 (10)    |        |        |  |
|  | Atlético Mineiro (dcr) | Atlético Mineiro (dcr) |                  |                  |           |           |        |        |  |
|  | Rosario Central        | Rosario Central        | 0 (9)            |                  |           |           |        |        |  |

## Incontri

### Semifinali
| Arbitro: | Marinho dos Santos |

|                                                                           |           |                     |
| Valdir Bigode 7’, 40’ Sandoval 17’ Almir 31’, 60’ Aílton 67’ Edmílson 69’ | Marcatori | 33’, 47’, 52’ Túlio |

| Cuiabá 9 febbraio 1996                        | Atlético Mineiro      | 0 – 0 | Rosario Central | Verdão |
| \| \| \| \| \| \| Tiri di rigore 10 – 9 \| \| |                       |       |                 |        |
|                                               |                       |       |                 |        |
|                                               | Tiri di rigore 10 – 9 |       |                 |        |

### Finale
| Arbitro: | Marinho dos Santos |

| |            | |
| Aílton 8’ Almir 51’ Valdir Bigode 68’ | Marcatori  | |
| · Zetti P · Edinho D · Pedro Luiz D · a Sorlei D · Guilherme D · b Edmílson C · Donizete Oliveira C · Sandoval C · c Aílton C · Almir A · Valdir Bigode A · A disposizione: · a Marquinhos Capixaba C · b Gilmar D · c Denílson A | Formazioni | · P Taffarel · D Dinho · D Ronaldo Guiaro · D Ademir · D Edgar · C Doriva · C Guttemberg · C Cairo a · C Leandro b · A Hernani · A Renaldo · A disposizione: · D Paulão a · A Cleiton b |
| Muricy Ramalho | Allenatori | Procópio Cardoso |

## Verdetti

### Squadra vincitrice
| Coppa Master di Coppa CONMEBOL |
| ------------------------------ |
| San Paolo                      |